# Album Top 100
De Nederlandse Album Top 100 is een wekelijkse hitlijst met muziekalbums, samengesteld door Dutch Charts. De lijst geeft de 100 meest gestreamde en meest verkochte muziekalbums van het moment in Nederland weer.

## Oprichting van twee albumlijsten
De VARA stelde vanaf 17 mei 1969 de Elpee Top 10 samen, die op zaterdagmiddag tussen 13.20 - 14.00 uur werd uitgezonden op Hilversum 2 en gepresenteerd werd door Herman Stok. Het is daarmee de oudste albumlijst van Nederland. Het eerste nummer 1-album was Nashville Skyline van Bob Dylan.
De Elpee Top 10 was een initiatief van VARA radiopresentator/auteur Co de Kloet. In 1963 had hij voor de VARA ook de Tijd Voor Teenagers Top 10 opgezet, die tot en met januari 1966 werd uitgezonden.
In december 1969 nam de Nederlandse Omroep Stichting de samenstelling van de VARA over en kwam de lijst op Hilversum 3 terecht in het programma Mix van Herman Stok. Met de oprichting van de Nationale Hitparade op 27 juni 1974 werd de samenstelling overgenomen door Buma/Stemra. Vanaf eind 1977 verzamelde Intomart de gegevens voor de lijst onder auspiciën van Buma/Stemra. In 1993 werd de Stichting Mega Top 50 opgericht die de (Mega) Album Top 100 ging samenstellen (later Stichting Mega Top 100). In 1999 fuseerde de Mega Album Top 100 met de Album Top 100 van de Stichting Nederlandse Top 40. De samenstelling gebeurde vanaf dat moment door Mega Charts BV (actuele naam GfK Dutch Charts).
In navolging van de Elpee Top 10 kwam er in 1969 een tweede albumlijst die de naam LP Top 20 kreeg. Deze werd vanaf 6 december 1969 tweewekelijks samengesteld door Radio Veronica en het blad Stereo Revue. Vanaf 1974 werd de 'Veronica-albumlijst' samengesteld door de Stichting Nederlandse Top 40. Bij de fusie tussen de albumlijsten van Stichting Nederlandse Top 40 en de Stichting Mega Top 100 in 1999 werd besloten om formeel beide albumlijsten op te heffen en verder te gaan met één gezamenlijke Album Top 100. In de praktijk kwam het erop neer dat de lijst van de Stichting Nederlandse Top 40 verdween; de nieuwe Album Top 100 was feitelijk een voortzetting van de lijst van de Stichting Mega Top 100.
Tussen 2011 en 2016 had de Stichting Nederlandse Top 40 weer een eigen albumlijst, de Album Top 40.

## Geschiedenis van de VARA-, NOS-, Buma/Stemra- en GfK Dutch Charts-lijst
Het aantal noteringen van de albumlijst liep gedurende de jaren op. Bovendien werd de naam van de lijst regelmatig gewijzigd.
| Van               | Tot               | Naam albumlijst                      |
| ----------------- | ----------------- | ------------------------------------ |
| 17 mei 1969       | 7 september 1974  | Elpee Top 10                         |
| 7 september 1974  | 7 januari 1978    | Nationale Hitparade LP Top 20        |
| 7 januari 1978    | 10 juni 1978      | Nationale Hitparade LP Top 30        |
| 10 juni 1978      | 16 november 1985  | Nationale Hitparade LP Top 50        |
| 23 november 1985  | 13 december 1986  | Nationale Hitparade Elpee Top 75     |
| 20 december 1986  | 17 september 1988 | Nationale Totale Top 75              |
| 24 september 1988 | 16 december 1989  | Nationale Totale Top 100             |
| 16 december 1989  | 15 mei 1991       | LP-MC-CD Top 100 (Nationale Top 100) |
| 15 mei 1991       | 6 februari 1993   | CD/MC Top 100 (Nationale Top 100)    |
| 6 februari 1993   | 6 maart 1993      | Album Top 100                        |
| 6 maart 1993      | 10 juli 1999      | Mega Album Top 100                   |
| 10 juli 1999      | heden             | Album Top 100                        |

Tussen 25 oktober 1975 en 10 juni 1978 werd een aparte verzamel-LP-top 10 samengesteld, waarin zowel albums met hits van diverse artiesten, als 'greatest hits'-albums van één artiest stonden genoteerd. Deze albums stonden in die periode niet in de LP Top 20/LP Top 30. Ook in 1990 was er een aantal maanden een aparte verzamelalbumhitparade en werden verzamelalbums buiten de Album Top 100 gehouden.
Eind 1975 bestond er korte tijd een aparte Muziek-Cassette Top 10. Het is onbekend hoelang deze lijst heeft gelopen en of de verkopen van muziekcassettes tevens gebruikt werden voor de samenstelling van de toenmalige lp-lijst of niet.
Begin december 1977 werd de LP Top 20 al verlengd tot een LP Top 30, echter in de radio-uitzending en in Hitkrant werd pas vanaf januari 1978 gebruikgemaakt van de LP Top 30.
Tot oktober 1986 telden cd's niet mee bij samenstelling van de Elpee Top 50/Elpee Top 75. Cd's werden van december 1985 tot december 1986 opgenomen in een aparte CD Top 10. Deze werd ook afgedrukt in het gedrukte exemplaar van de Nationale Hitparade. Vanaf december 1986 telden cd's, mc's en lp's samen mee voor de Nationale Totale Top 75/Nationale Totale Top 100.
Vanaf 10 juli 1999 is de Album Top 100 de enige Nederlandse albumlijst. De Album Top 100 is de voortzetting van de Mega Album Top 100, aangezien de noteringen vorige week en aantal weken in het gedrukte exemplaar van Charts van die datum verwijzen naar de albumlijst van de Stichting Mega Top 100 van 3 juli 1999.
Sinds 1993 hebben zich een aantal wijzigingen in deze Album Top 100 voorgedaan:
- Op 6 februari 1993 werden verzamelalbums (hits van diverse artiesten) uit de Album Top 100 gehaald en in een aparte Verzamelalbum Top 30 (later: Compilation Top 30) geplaatst (zie ook hieronder bij 'Verschillen tussen beide albumlijsten').
- Op 4 januari 2003 werden oudere albums - van minimaal twee jaar oud - uit de Album Top 100 gehaald en ondergebracht in een Back Catalogue Top 50. Actuele albums die na twee jaar nog in de Album Top 100 genoteerd stonden, werden eveneens uit de lijst verwijderd, ongeacht de positie die het album op dat moment had. Een voorbeeld hiervan was Deleted Scenes from the Cutting Room Floor van Caro Emerald, dat in februari 2012 uit de lijst werd gehaald toen het precies twee jaar genoteerd stond maar nog hoog in de Album Top 100 (nr. 24) te vinden was. Het werd de week daarop in de Back Catalogue Top 50 geplaatst.
- Op 17 april 2010 werd een nieuwe, aanvullende, albumlijst geïntroduceerd, de CombiAlbum Top 100. Hierin stonden alle albums genoteerd, ook de verzamel- en back catalogue-albums die niet in de gewone Album Top 100 werden opgenomen.
- Vanaf 7 juli 2012 werden back catalogue-albums weer opgenomen in de gewone Album Top 100. Voor alle albums in de Album Top 100 (dus zowel oud als nieuw) gold vanaf dat moment een minimum inkoopprijs van €8,01. Albums die een lagere inkoopprijs hadden werden vanaf dat moment in de opvolger van de Back Catalogue Top 50 geplaatst: de Midprice Top 50. Voor de CombiAlbum Top 100 werd het onderscheid in inkoopprijs niet gemaakt; deze lijst kon dus ook noteringen uit de Midprice Top 50 bevatten.
- Vanaf 1 oktober 2015 tellen ook audiostreams mee bij de samenstelling van de Album Top 100. Streams worden meegenomen volgens de volgende formule: Het totaal aantal streams van alle tracks wordt gedeeld door 2150, de uitkomst is gelijk aan 1 download (gegevens 2024). Betaalde streams tellen zwaarder mee dan streams met reclame-onderbrekeningen (2,4:1) (gegevens 2024).
- Vanaf 30 maart 2019 werden de CombiAlbum Top 100, de Midprice Top 50 en nog een aantal hitlijsten geschrapt. Sindsdien stelt Dutch Charts alleen nog de Album Top 100, Single Top 100, Single Tip 30 en de Compilation Top 30 samen. Voor albums geldt een minimuminkoopprijs van € 8,01 (lp's/cd's) of een minimale verkoopprijs van € 6,99 voor downloads. Albums die daaronder zitten werden voorheen in de Midprice Top 50 geplaatst, maar deze albums kwamen nu dus niet meer in aanmerking voor een plek in een hitlijst. De samenstellingsregels van de Album Top 100 werden per januari 2020 echter aangepast en goedkopere albums (midprice albums) kunnen sindsdien wel weer een notering halen in de Album Top 100. De formule voor het meetellen van audiostreams is ongewijzigd.

Tussen 2003 en 2012 kon het voorkomen dat oude albums wél in de Album Top 100 werden opgenomen. Het ging dan om opnieuw uitgebrachte albums, vaak met bonusmateriaal. Soms was de reden wat minder duidelijk. Zo stond The Platinum Collection (Greatest Hits I, II & III) van Queen uit 2000 in 2005 weer enige tijd in de Album Top 100, terwijl het album al ruim 2 jaar oud was. Waarom het album werd toegelaten tot de lijst, is niet duidelijk.
Op 18 januari 2025 had de Puerto Ricaanse Bad Bunny met Debí tirar más fotos het duizendste nummer 1-album.

## Geschiedenis van de Veronica-/Stichting Nederlandse Top 40-lijst
In de loop der jaren had de lijst van Veronica verschillende lengtes. In december 1969 verscheen de eerste LP Top 20, die tweewekelijks uitkwam. Vanaf begin 1971 werd de lijst uitgebreid naar LP Top 50 die één keer per maand werd samengesteld. Vanaf 18 september 1971 werd de lijst echter weer teruggebracht naar een top 20 en verscheen wekelijks.
Nadat Radio Veronica als zeezender verdween werd de top 20 vanaf 7 september 1974 uitgebreid tot top 50. Vanaf dat moment werd de lijst samengesteld door de Stichting Nederlandse Top 40.
Vanaf 1982 werden albums die veelvuldig werden gepromoot met reclamespots op televisie in een aparte lijst gemeld: de TV LP Top 10 (later top 15) - dit waren voornamelijk verzamelalbums. Echter ook een lp als The Concert in Central Park van Simon & Garfunkel stond daar weken in.
Vanaf 6 april 1985 werden de albums weer in de reguliere lijst opgenomen en werd de lijst uitgebreid naar LP Top 75.
Tussen december 1987 en augustus 1988 werd op onregelmatige wijze een aparte CD Top 40 gepubliceerd. De gewone albumlijst werd omgedoopt in de LP/MC Top 75.
Vanaf 3 september 1988 werd de LP/MC Top 75 uitgebreid naar een top 100. De naam werd veranderd in Album Top 100 omdat in deze lijst naast lp's ook mc's en cd's werden meegenomen. De hierboven genoemde CD Top 40 werd opgeheven.
Op 3 oktober 1992 werden compilatiealbums weer uit de Album Top 100 gehaald en in een aparte Verzamelalbum Top 25 geplaatst.
Per 10 juli 1999 werd de Album Top 100 van de Stichting Nederlandse Top 40 stopgezet zodat er nog maar 1 albumhitparade overbleef in Nederland.
Vanaf 9 april 2011 werd er door de Stichting Nederlandse Top 40 weer een albumhitparade samengesteld. Deze lijst bevatte zowel nieuwe en oudere albums als compilatie-albums. De lijst was vernoemd van de sponsor: de Media Markt Album Top 40. Deze albumlijst stopte begin januari 2016.

## Verschillen tussen beide albumlijsten
In de periode tot en met 1999 waren er doorgaans weinig verschillen tussen beide albumlijsten. De lijst van Radio Veronica werd in 1970 en 1971 enige tijd onregelmatig (ongeveer eens per maand) samengesteld, terwijl die van Hilversum 3 elke week verscheen. Er was een fors verschil in afmeting: Radio Veronica had een top 50, Hilversum 3 een top 10. Vanaf 1972 verschenen beide lijsten wekelijks; de Veronica-lijst was een top 20, die van Hilversum 3 een top 10.
Tussen 1975 en 1978 werden in de Hilversum 3 (Nationale Hitparade)-lijst geen verzamelalbums opgenomen, ook geen greatest hits-lp's van één artiest. Waarom dat niet gebeurde is niet bekend. Dat betekent dat een aantal succesvolle verzamelaars uit die tijd (b.v. Forever van Elvis Presley, nummer 1 vlak na zijn dood in de LP Top 50 van de Stichting Nederlandse Top 40) niet in de lijst van de Nationale Hitparade stond.
In 1982 startte de Stichting Nederlandse Top 40 met een aparte TV LP Top 10 (zie ook hierboven). Verzamelaars en tv-lp's stonden in die tijd wél in de lijst van de Nationale Hitparade.
Van mei tot en met september 1990 voerde de Nationale Top 100 op de TROS donderdag op Radio 3, korte tijd een aparte Verzamelalbumlijst.
De Stichting Nederlandse Top 40 begon in 1992 weer met een aparte Verzamelalbumlijst, een paar maanden later - in februari 1993 - gevolgd door een soortgelijke lijst van de toen nieuwe publieke hitlijst op destijds Radio 3, de Mega Top 50 (als opvolger van de Nationale Top 100).

## Exemplaren
Van de diverse albumlijsten (GfK Dutch Charts) die verschenen van 1969 tot 2003 zijn ook gedrukte exemplaren verschenen. Over het algemeen is de geschiedenis van deze gedrukte exemplaren gelijk aan die van de Single Top 100 (zie aldaar). Sinds 2003 verschijnen er geen gedrukte exemplaren meer en is de lijst uitsluitend op internet te raadplegen. De lijst van de Stichting Nederlandse Top 40 is tussen 1969 tot 1999 altijd gepubliceerd in het gedrukte exemplaar van de Top 40.

## Bestverkochte albums per jaar
Vanaf 1978 worden de jaarlijsten van Buma/Stemra en GfK Dutch Charts uitsluitend op basis van de verkoopcijfers samengesteld.
Bestverkochte albums per jaar:
- 1971: The Rolling Stones - Sticky fingers
- 1972: Neil Young - Harvest
- 1973: Demis Roussos - Forever and ever
- 1974: Soundtrack / Andrew Lloyd Webber - Jesus Christ Superstar
- 1975: Robert Long - Vroeger of later
- 1976: Soundtrack / Ennio Morricone - Once upon a time in the west
- 1977: The Eagles - Hotel California
- 1978: Soundtrack - Saturday night fever
- 1979: Meat Loaf - Bat out of hell
- 1980: BZN - Grootste hits
- 1981: Timi Yuro - All alone am I
- 1982: Simon & Garfunkel - The concert in Central Park
- 1983: Michael Jackson - Thriller
- 1984: Lionel Richie - Can't slow down
- 1985: Bruce Springsteen - Born in the U.S.A.
- 1986: Madonna - True blue
- 1987: U2 - The Joshua tree
- 1988: Original Soundtrack - Dirty Dancing
- 1989: Gloria Estefan & Miami Sound Machine - Anything for you
- 1990: Toto - Past to present 1977-1990
- 1991: Dire Straits - On every street
- 1992: Queen - Greatest hits II
- 1993: Soundtrack - The bodyguard
- 1994: Mariah Carey - Music box
- 1995: André Rieu - Strauß & co
- 1996: Céline Dion - Falling into you
- 1997: Marco Borsato - De waarheid
- 1998: Marco Borsato - De bestemming
- 1999: Andrea Bocelli - Sogno
- 2000: Marco Borsato - Luid en duidelijk
- 2001: K-otic - Bulletproof
- 2002: Marco Borsato - Onderweg
- 2003: Robbie Williams - Escapology
- 2004: Norah Jones - Feels like home
- 2005: Katie Melua - Piece by piece
- 2006: Jan Smit - Op weg naar geluk
- 2007: Katie Melua - Pictures
- 2008: Amy Winehouse - Back to black
- 2009: Adele - 19
- 2010: Caro Emerald - Deleted scenes from the cutting room floor
- 2011: Adele - 21
- 2012: Adele - 21
- 2013: Marco Borsato - Duizend spiegels
- 2014: The Common Linnets - The Common Linnets
- 2015: Adele - 25
- 2016: Adele - 25
- 2017: Ed Sheeran - ÷
- 2018: Josylvio - Hella Cash
- 2019: Frenna - Francis
- 2020: Pop Smoke - Shoot For The Stars Aim For The Moon
- 2021: Adele - 30
- 2022: Harry Styles - Harry's House
- 2023: The Rolling Stones - Hackney Diamonds
- 2024: Taylor Swift - The Tortured Poets Department

## Langst genoteerde albums in de Album Top 100
Voor onderstaande lijst is de albumlijst van Hilversum III/Nationale Hitparade/Megacharts/GfK aangehouden. Alle albums die minimaal 200 weken in de lijst stonden zijn opgesomd. De albums die dikgedrukt zijn stonden op 9 augustus 2025 nog genoteerd in de lijst. Bij albums met een gelijk aantal weken staat het album dat dat aantal als eerst bereikte bovenaan. Indien dat ook geen verschil maakt, staat het oudste album bovenaan.
- 619: 21 - Adele
- 507: Brothers in Arms - Dire Straits
- 503: 25 - Adele
- 466: AM - Arctic Monkeys
- 448: De Hazes 100 - André Hazes
- 439: x - Ed Sheeran
- 439: ÷ - Ed Sheeran
- 428: Alleen - Lil' Kleine
- 382: Rumours - Fleetwood Mac
- 367: Hard Work Pays Off 2 - Broederliefde
- 366: Doo-Wops & Hooligans - Bruno Mars
- 348: Back to Black - Amy Winehouse
- 339: Buena Vista Social Club - Ry Cooder & Buena Vista Social Club
- 332: When We All Fall Asleep, Where Do We Go? - Billie Eilish
- 329: Thriller - Michael Jackson
- 322: Divinely Uninspired to a Hellish Extent - Lewis Capaldi
- 304: Nevermind - Nirvana
- 303: A Star is Born - Lady Gaga & Bradley Cooper
- 291: Rivals - Kensington
- 282: 17 - XXXTentacion
- 273: Goodbye & Good Riddance - Juice WRLD
- 272: Starboy - The Weeknd
- 269: After Hours - The Weeknd
- 263: Fine Line - Harry Styles
- 260: Purpose - Justin Bieber
- 258: Al 15 jaar gewoon André - André Hazes
- 255: Astroworld - Travis Scott
- 255: Evolve - Imagine Dragons
- 253: New Wave - New Wave
- 250: Night Visions - Imagine Dragons
- 249: Legend - Bob Marley & The Wailers
- 248: Long Way Down - Tom Odell
- 246: Hollywood's Bleeding - Post Malone
- 239: Unorthodox Jukebox - Bruno Mars
- 239: Future Nostalgia - Dua Lipa
- 238: The Eminem Show - Eminem
- 230: Harry Styles - Harry Styles
- 220: Born in the U.S.A. - Bruce Springsteen
- 220: Parachutes - Coldplay
- 220: Sour - Olivia Rodrigo
- 209: Good Girl Gone Bad - Rihanna
- 209: Happier Than Ever - Billie Eilish
- 204: Slaaptekort - Boef
- 204: Rémi - Ronnie Flex
- 201: Metallica - Metallica

Een aantal albums had beslist meer weken gekregen als ze tussen 2003 en 2012 in de Album Top 100 opgenomen waren geweest. In die tijd was er echter een regel die albums ouder dan twee jaar uitsloot van de lijst (zie hierboven).

The Platinum Collection (Greatest Hits I, II & III) van Queen bestaat uit de albums Greatest Hits, Greatest Hits II en Greatest Hits III die elk ook afzonderlijk respectievelijk 113, 120 en 35 weken in de Top 100 stonden. Daarnaast stonden de eerste twee gezamenlijk ook als boxset "Greatest Hits I & II" 35 weken in de lijst. Greatest Hits heeft op die manier dus 329 weken in de lijst gestaan, Greatest Hits II 336 weken en Greatest Hits III 216 weken.